# Homme de Dätgen

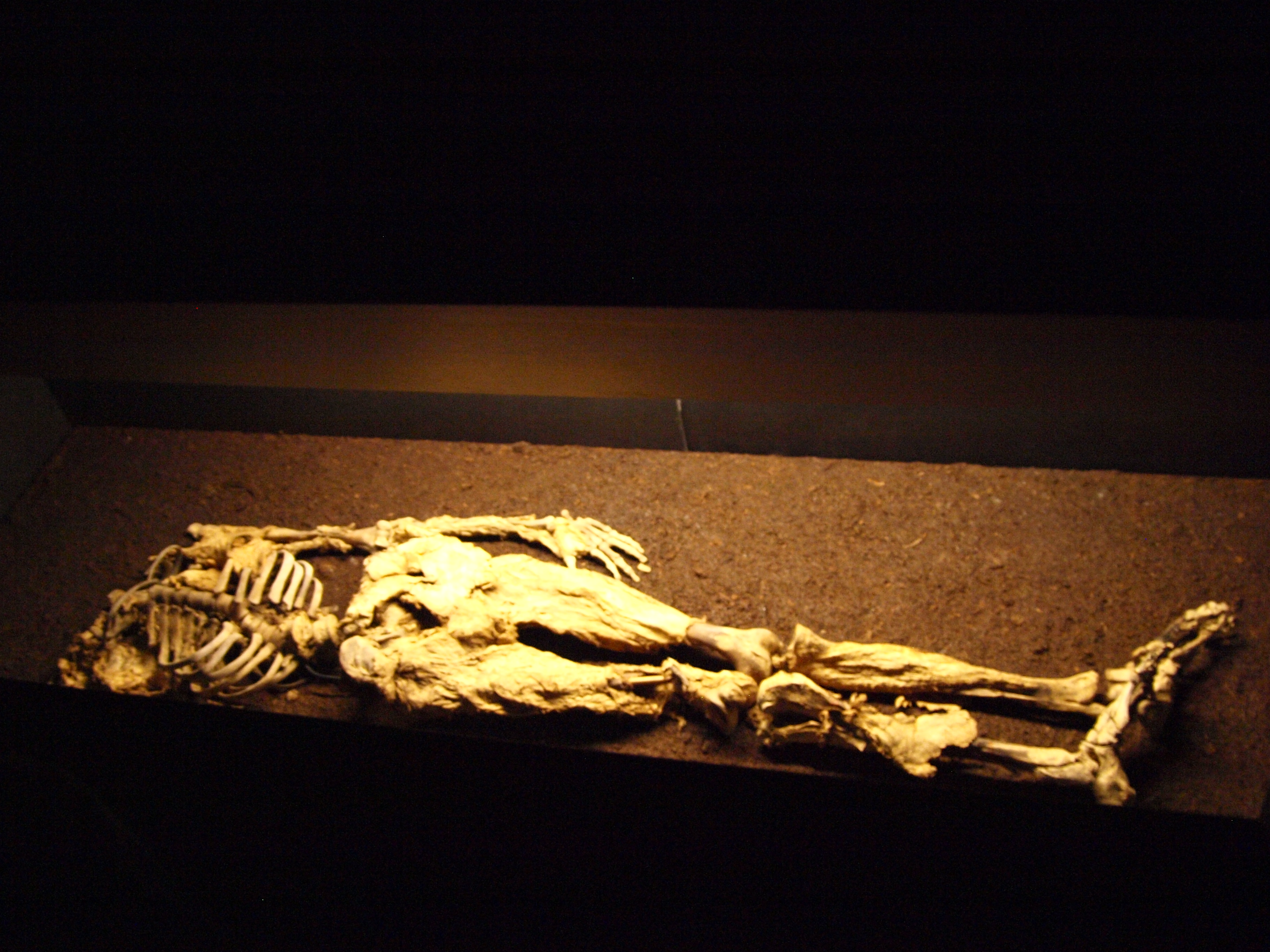
L’Homme de Dätgen

L’Homme de Dätgen est un cadavre momifié daté entre le IIe et le IVe siècle de notre ère, et trouvé en 1959 lors de l'exploitation de la grande tourbière (Grosser Moor) de Dätgen, dans l'arrondissement de Rendsburg-Eckernförde, au Schleswig-Holstein, en Allemagne. On n'avait d'abord exhumé que le tronc décapité ; la tête ne fut retrouvée que six mois plus tard, au début de 1960, et portait le chignon suève caractéristique. Ce corps fait aujourd'hui partie de l'exposition permanente La Mort et l'Au-delà du musée régional d'archéologie de Gottorf, dans le Schleswig.

## Le site

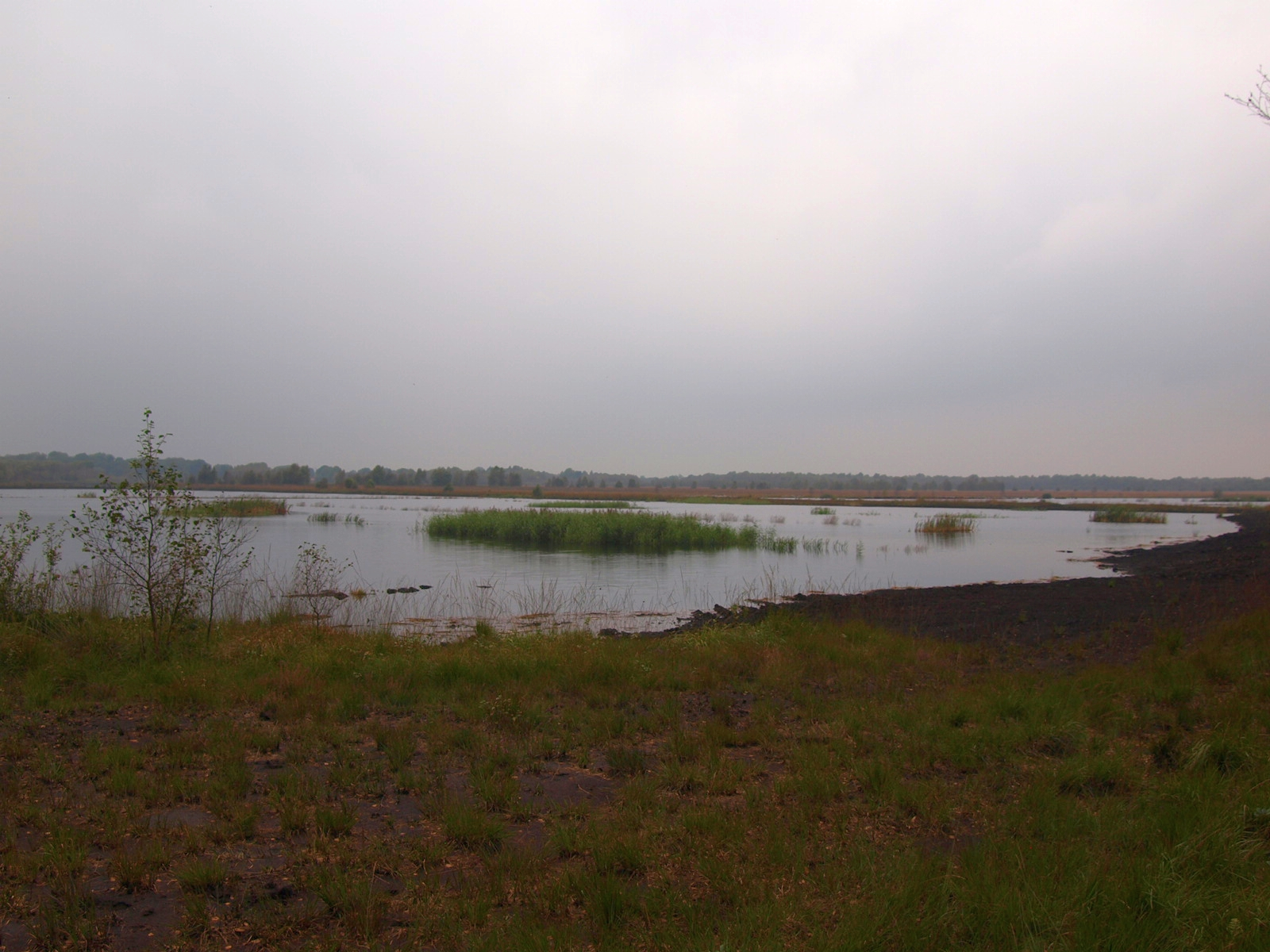
La grande tourbière de Dätgen au mois de septembre 2011, à l'endroit où le cadavre momifié a été trouvé.

La grande tourbière qui s'étend de la commune de Dätgen à Loop et l'est du village de Schülp b. Nortorf dans l'agglomération de Nortorfer Land, comporte deux étangs reliés par une grande rigole. Elle est fermée à l'est par la Bundesautobahn 7. Sa largeur (dans la direction nord-sud) est de 1 900 m et sa longueur de 3 000 m. Le corps momifié a été retrouvé au sud de la IIe Ligne de la parcelle du Regierungsmoor, moitié ouest de la tourbière, sur le territoire de la commune de Dätgen qui confine à la prairie Bockmeyer, à 300-500 m de la berge ; ce qui signifie que l'homme a été enfoui à un moment de l'année où l'on pouvait accéder au milieu de l'étang sans s'y enfoncer, sans doute l'hiver en période de gel.

## La découverte
Dans ce Grosser Moor exploité depuis longtemps, des ouvriers avaient découvert en 1906 au nord de l'étang ouest un paquet de linge emmêlé. Il y aurait eu là selon Johanna Mestorf, pêle-mêle, un sagon, des braies, ce qui reste d'un gilet, une ceinture et les restes d'une cape en cuir de veau. Une semaine avant la découverte de l'Homme de Dätgen, on avait dégagé, à 400 m plus au sud, plusieurs troncs de bouleau ainsi qu'une pièce de bois cintrée longue de 61 cm et d'un art grossier, évoquant par sa forme le manche d'une hache à douille de l'Âge du bronze. Environ 5 m plus loin, les ouvriers tombèrent sur les restes d'une urne funéraire romaine portant un bouchon en bois de chêne et les vestiges d'un bûcher ; tout rapport avec l'exécution de l'Homme de Dätgen paraît cependant écarté.

### Le tronc
L’Homme de Dätgen a été découvert au mois de septembre 1959 par des détenus affectés à l'exploitation de tourbe dans ce Grosser Moor. Ils employaient des machines et ne trouvèrent ce tronc humain que parce que le débit irrégulier de l'excavatrice les obligeait à détacher à la main les globules compacts qui affectaient le mécanisme. Les ouvriers, ne trouvant d'abord que des lambeaux de peau et d'os, pensèrent d'abord qu'il s'agissait de la carcasse de quelque animal ; le reste du corps fut dégagé le 8 septembre 1959 par Karl Wilhelm Struve, conservateur du musée du château de Gottorf, et le Prof. Dr. L. Aletsee de l'Institut de Botanique de l'université de Kiel. Lorsqu'ils se retrouvèrent sur le site, le bassin et les jambes de l'homme étaient encore dans la fosse. Le corps était recroquevillé sur le ventre, les jambes vers le Nord-ouest et le tronc à l'opposé. Il était cloué à terre par trois épieux effilés en bois de bouleau, longs de 1,50 m à 2,50 m et taillés en pointe. Ces épieux portaient sur le corps à l'oblique avec un angle de 20° et traversaient jusqu'au sol, deux sur le côté droit et un sur le côté gauche du tronc. Une quatrième pointe de bouleau, longue de 47 cm, était fichée verticalement entre les cuisses. Le bras gauche était allongé le long du tronc, la main sur la cuisse gauche. Lorsque le bras droit a été extrait de la fosse, il y manquait plusieurs phalanges ; sa position d'origine n'a pu être précisée. En dégageant les membres, il a été reconnu que l'homme avait une peau claire qui brunit rapidement par l'oxydation due à l'exposition à l'air. La couche de tourbe recouvrant le corps n'était plus que de 95 cm à 1 m, alors qu'elle avait été bien supérieure pendant des siècles, puisque la tourbe avait déjà été exploitée à cet endroit des années auparavant. Hormis un fil de laine enroulé autour du genou gauche, aucune trace de tissu n'a été relevée. Afin de préserver les vestiges, la fosse a été dégagée entièrement, non sans avoir foncé en dessous une plaque de bois et ensaché le tout, pour amener la fosse intacte au musée.
Les fouilles menées dans un rayon de 2,50 m autour n'ont pas permis de retrouver la tête. Aussi Struve et Aletsee demandèrent-ils aux ouvriers de veiller désormais au cours de leurs travaux à la présence de ce crâne, et leurs promirent une prime.

### La tête
À peu près six mois après le dégagement du corps, le contremaître Schröder retrouva la tête à 3,10 m à l'ouest, dans la même mare. Il ne vit d'abord que trois bâtons en bois de bouleau fichés entrecroisés dans le sol, au bout desquels pendait une tignasse de cheveux. Schröder rechercha le crâne manquant et se fit assister du Dr. Weber. Comme l'endroit se trouvait sur la trajectoire de l'excavatrice de tourbe, ils entreprirent leur travail avant même l'arrivée des experts du musée, et piquèrent une motte de tourbe d'environ 50 cm de diamètre contenant le crâne.

## Conservation
Le corps a été découvert dans de la tourbe claire, les 30 cm de couverture étant fortement remaniés, ce qui laisse à penser que le cadavre a été jeté dans une fosse noyée d'eau. Le corps a dû être laissé entièrement sous l'eau puis s'est désagrégé à l'air, mais l'acidité de la tourbe a inerté le processus de décomposition du corps. La tête coupée a, elle aussi, été très vraisemblablement jetée dans un puits d'eau : elle a été dégagée de sa gangue terreuse au Laboratoire du Musée. Un édicule en plâtre a été posé à l'emplacement de la fosse où le corps a été exhumé. À la fin des études anthropologiques, la peau de la momie a été décapée à l’eau oxygénée pour restituée autant que possible la couleur de peau du défunt. Le cadavre a été desséché avec une solution alcoolique et finalement traité contre les moisissures avec de la lanoline. Pour le protéger durablement contre les attaques de moisissure, de spores, de bactéries ou d'insectes, il a été traité avec un fongicide au Pentachlorophénol.

## Les analyses de laboratoire
La première étude anthropologique des lambeaux de chair piégés dans la tourbe a été conduite par le Prof. Dr. U. Schaefer, l'étude anatomique par le Prof. Dr. T. H. Schiebler de l'Institut Anatomique de l'université de Kiel. L'état de conservation du corps, jusqu'à ce que les outils de découpage de la tourbe viennent l'entamer, était très bon. Les intestins étaient pratiquement intacts et purent être analysés. Leur aspect évoque celle d'un homme vivant, mais très contracté d'après l'aspect des parois du parenchyme. La taille de l'homme a pu être estimée d'après la longueur des os de son bras gauche et des jambes, et correspond à 1,70 m. L'état de l'épiphyse aux genoux indique un âge de 30 ans. À son arrivée au musée, le corps, dont la peau était encore blanche comme de la cire au moment de sa découverte, avait franchement bruni par oxydation. Par contre, la contamination des chairs par les racines des végétaux de la tourbe, que l'on trouve chez beaucoup d'hommes de tourbières, n'a pas été constatée. Les ongles des doigts et des orteils montrent un aspect lisse et des coupures soignées, ce qui laisse penser que cet homme n'effectuait pas un travail manuel considérable. L'identification comme individu de sexe masculin résulte de la forme typique du bassin, de l'aspect général du squelette ainsi que des attaches musculaires très nettes en haut des bras. Les organes génitaux (pénis et testicules) étaient totalement absents, mais les vestiges de chair à l'entrejambe laissent clairement deviner que le mort était un bien un homme. Malgré l'examen de divers spécialistes, il n'a pas été possible d'établir si l'Homme de Dätgen a été émasculé ou si une autre raison explique les parties manquantes. Les tenants de la théorie de la mutilation justifient leur hypothèse par l'aspect intact des organes dans les zones adjacentes.
La peau transpercée et le squelette révèlent de nombreuses blessures, résultant d'une multitude de coups et de poignardages. Le buste porte la marque d'une entaille de 38 mm dirigée vers le cœur, portée par un objet effilé qui a traversé la cinquième côte. Toujours dans la région du buste, une autre entaille profonde de 14 mm est relevée et dans le dos, au-dessus de l'os iliaque, une troisième entaille d'environ 32 mm. À cet endroit le pubis (près du sacrum) présente une marque de coup et de déplacement d'os occasionnés par un coup porté de droite. La première vertèbre cervicale porte deux entailles sur la face antérieure. La septième vertèbre lombaire manquante a très vraisemblablement été arrachée par une arme tranchante frappant par derrière, comme le montrent les attaches des vertèbres encore en place. C'est sans doute ce coup qui a entraîné la décapitation, tentée en vain par l'avant jusque-là. La troisième vertèbre lombaire a été arraché par un coup plongeant et la quatrième a été tranchée par un coup porté de dessous. Les os longs du côté droit et la moitié gauche du bassin présentent d'autres fractures et éclatements d'os. Mais d'après la position du corps dans la tourbe, une partie de ces fractures, ainsi que le déboîtement de l'articulation de la hanche droite sont vraisemblablement survenus post mortem.
Les os du bras gauche sont étonnamment plus forts que ceux du bras droit, ce qui laisse supposer que l'homme était gaucher.
L'examen des couches de tourbes autour du tronc retrouvé ont montré, conjointement avec l'analyse des pollens, que la fosse noyée a été légèrement creusée avant qu'on y immerge le corps.

### Dernier repas
L'intestin contenait une grande quantité d'aliments digérés, alors que l'estomac n'en contenait pratiquement plus. L’analyse du bol alimentaire a permis de retrouver de la Spergule des champs, de la renouée, de la sétaire, du blé et une bouillie d'ansérine et de ravenelle, des feuilles de mousse et un cheveu humain, quatre poils de cervidés et des grains de quartzite. Hormis le cheveu, les mêmes aliments ont été retrouvés dans l'intestin grêle. Dans les échantillons retrouvés dans le côlon des particules de charbon de bois, un cheveu d'homme coupé et un fil de laine rouge long de 0,5 mm ont été aussi retrouvés. En résumé les derniers repas consistaient en graines de millet, blé et un peu de viande (du cerf) et des baies sauvages. Quelques graines d'adventices se sont sans doute mêlées aux aliments.

### Un cadavre dénudé?
Outre le fil de laine enroulé et noué autour du genou gauche, de petits morceaux de tissu ont été retrouvés sur le reste du corps. Le fil de laine lui-même est long de 54 cm, mesure 1,3 mm de diamètre et est constitué de deux fils torsadés en S, tissés selon une trame en Z. Il est impossible d'affirmer avec certitude que l'Homme de Dätgen était nu lorsqu'il a été noyé, car des vêtements en fibre végétale ont fort bien pu être dissous par l'acide humique. Il est à peu près certain que le fil de laine, trop fragile, n'a aucunement servi à entraver l'homme.

### La coiffure

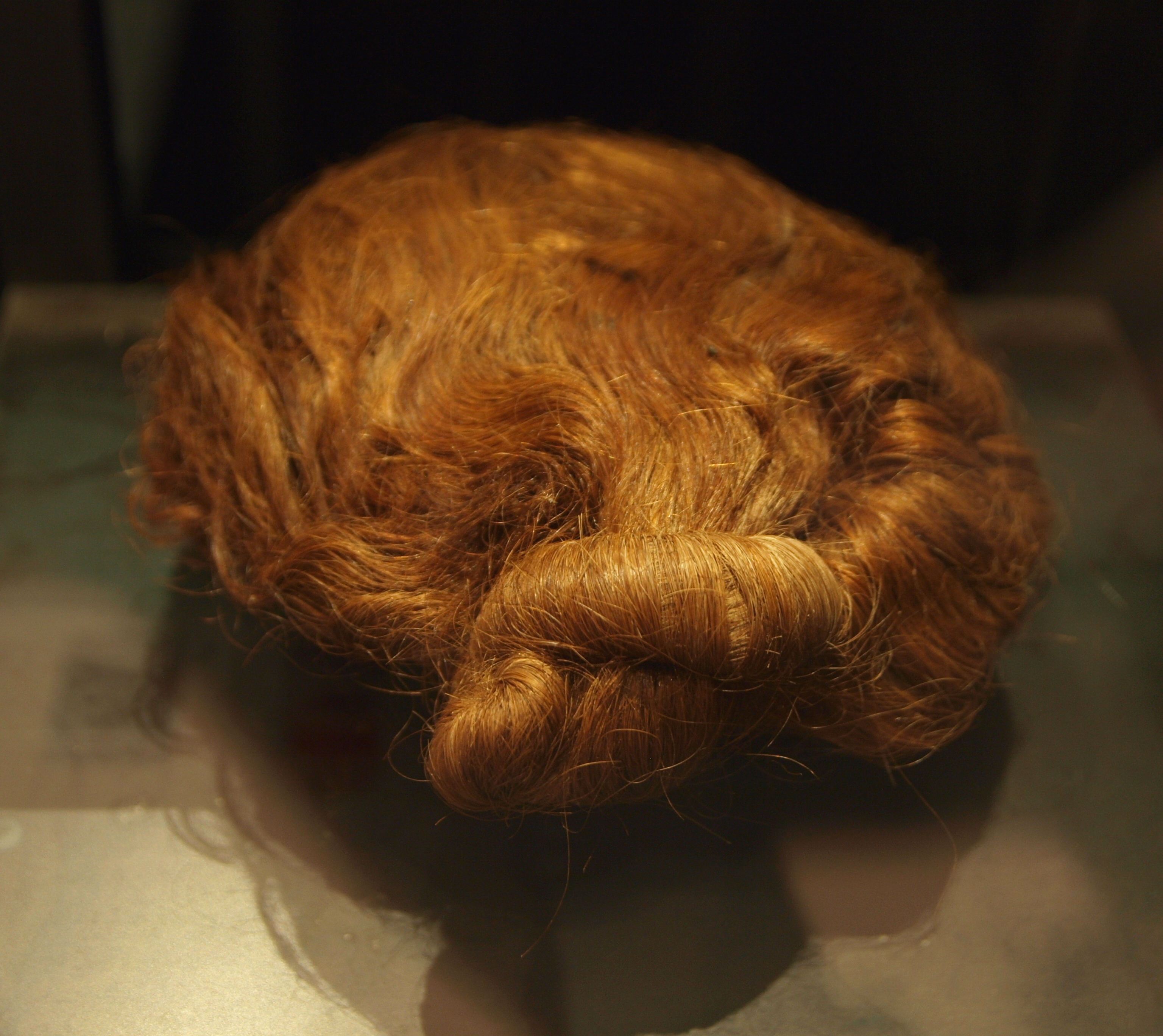
Le chignon suève a été préservé.

Selon l'opinion des archéologues intervenus sur le site, la tête coupée est presque certainement celle du corps retrouvé six mois plus tôt. Grâce à l'analyse des pollens contenus dans la tourbe, la tête a été enfoncée au bord d'une fosse noyée d'eau, or il n'y a aucune trace de creusement autour de cette fosse. Les os de la tête ont été en grande partie dissous par l'acidité du milieu. La cervelle subsistait à l'intérieur du crane comme une masse brunâtre, dont les sillons cervicaux étaient encore bien perceptibles sur le cliché aux rayons X. L'homme portait des cheveux très longs, ramenés en un chignon suève. La position du chignon par rapport au crâne montre que, contrairement aux témoignages historiques, il n'était pas porté au sommet, mais plutôt en arrière de la tête. Sur le visage, des poils de barbe frisés longs de 4 à 4,5 mm ont été retrouvés. Par leur séjour prolongé dans la tourbe, les cheveux ont pris une teinte brun rouge mais à certains endroits, notamment au cœur du chignon, la teinte des cheveux, blonds à l'origine, est manifeste.

### Causes de la mort
Plusieurs des blessures infligées à cet homme auraient suffi, seules, à provoquer sa mort : le coup au thorax, la décapitation, l’arrachement des vertèbres ou la castration, si celle-ci est bien avérée. Les blessures aux cervicales montrent qu’il a d'abord été tenté de l’égorger par devant, mais qu’il n’a été décapité que par un coup de hache sur la nuque. Il n’est plus possible d’établir l’ordre dans lequel les coups ont été portés, mais il est médicalement probable que c’est le coup au cœur qui a tué et que la décapitation n’est intervenue qu'ensuite. Le même acharnement (overkill) est retrouvé sur beaucoup d’hommes des tourbières : ainsi de l’Homme de Lindow ou de l’Homme d'Osterby.

## Datation
D'après l'étude des pollens prélevés sur le site dans les couches de tourbe et la datation par le carbone 14 de trois échantillons du cadavre, menées dans les années 1960, il était estimé jusque-là que l'homme avait été tué vers le milieu du IIe siècle av. J.-C.  ; mais une datation plus récente au carbone 14 d'un cheveu a permis de situer la date de la mort entre 135 et 385 de notre ère.

## Interprétations
L'Homme de Dätgen paraît, au vu de ses caractéristiques corporelles (ongles soignés, longue chevelure), avoir tenu une position sociale élevée. La localisation de sa sépulture, son exécution en règle, sa décapitation voire sa possible émasculation, enfin la dispersion de ses restes dans une tourbière déserte ont conduit l'archéologue Karl Wilhelm Struve dans les années 1960 à parler de châtiment pour crime, en s'appuyant sur le témoignage de « La Germanie » de Tacite. Le crime aurait pu être un adultère, un assassinat ou sacrilège contre un sanctuaire ; mais il évoqua aussi d'autres théories concurrentes, dont la plus vraisemblable est une vengeance privée où la mort démultipliée par la quantité de coups, l'éparpillement des membres dans des marais stériles et la mutilation  serait destinés à empêcher le fantôme du coupable d'inquiéter les vivants.